# Condado de Szabolcs-Szatmár-Bereg
Szabolcs-Szatmár-Bereg es un condado administrativo (en húngaro: vármegye) situado al noreste de Hungría. Limita con los países de Eslovaquia, Ucrania y Rumanía, así como con los condados húngaros de Hajdú-Bihar y Borsod-Abaúj-Zemplén. Tiene una población estimada, a principios de 2019, de 552.964 habitantes. Su capital es Nyíregyháza.

## Subdivisiones
Se divide en trece distritos:
- Distrito de Baktalórántháza (capital: Baktalórántháza)
- Distrito de Csenger (capital: Csenger)
- Distrito de Fehérgyarmat (capital: Fehérgyarmat)
- Distrito de Ibrány (capital: Ibrány)
- Distrito de Kemecse (capital: Kemecse)
- Distrito de Kisvárda (capital: Kisvárda)
- Distrito de Mátészalka (capital: Mátészalka)
- Distrito de Nagykálló (capital: Nagykálló)
- Distrito de Nyírbátor (capital: Nyírbátor)
- Distrito de Nyíregyháza (capital: Nyíregyháza)
- Distrito de Tiszavasvári (capital: Tiszavasvári)
- Distrito de Vásárosnamény (capital: Vásárosnamény)
- Distrito de Záhony (capital: Záhony)

## Estructura regional

### Condados urbanos
- Nyíregyháza.

### Poblaciones principales
Ordenadas según el censo del año 2001:
| Mátészalka (18.749)   |  | Nyírtelek (7.150)  |  | Kemecse (5.037)         |
| Kisvárda (18.220)     |  | Nagyecsed (6.930)  |  | Záhony (4.815)          |
| Tiszavasvári (14.585) |  | Ibrány (6.891)     |  | Demecser (4.566)        |
| Újfehértó (13.657)    |  | Balkány (6.809)    |  | Dombrád (4.283)         |
| Nyírbátor (13.456)    |  | Tiszalök (6.132)   |  | Baktalórántháza (4.272) |
| Nagykálló (10.814)    |  | Nagyhalász (5.934) |  | Nyírlugos (3.009)       |
| Vásárosnamény (9.325) |  | Csenger (5.234)    |  | Máriapócs (2.186)       |
| Fehérgyarmat (9.046)  |  | Rakamaz (5.206)    |  |                         |